# Rudolf Schlesinger (Richter)
Rudolf Christian David Schlesinger (* 17. August 1831 in Hamburg; † 1. September 1912 in Leipzig) war ein deutscher Jurist.

## Leben
Er legte sein Abitur an der Gelehrtenschule des Johanneums in Hamburg ab. Von 1849 bis 1853 studierte er Rechtswissenschaften an den Universitäten Bonn und Göttingen. Während seines Studiums in Göttingen wurde er 1850 Mitglied der Burschenschaft Brunsviga. 1853 wurde er Advokat in Hamburg. 1858 kehrte er an die Universität Göttingen zurück und habilitierte dort. 1862 ernannte ihn die Universität zum außerordentlichen Professor. 1866 wurde er Beisitzer des Göttinger Spruchkollegiums. 1870 lehnte er eine Berufung an die Universität Marburg ab und ging als Richter an das Oberappellationsgericht der vier Freien Städte. 1879 kam er an das neugegründete Reichsgericht. Er war als Richter bis 1886 im I. Zivilsenat, dann bis 1912 im VI. Zivilsenat des Reichsgerichts tätig. Er trat nach 32 Jahren Dienst als Reichsgerichtsrat im Februar 1912 in den Ruhestand. Er war damit damals das dienstälteste Mitglied. Er war Mitglied im Deutschen Flottenverein.

## Familie
Sein Vater war der angesehene Hamburger Kaufmann Arnold Schlesinger (1791–1878). Sein Vater konvertierte 1817 von der jüdischen zur christlichen Religion. Seine Mutter war Julie Schlesinger, geb. Nerger. Er war zweimal verheiratet. In erster Ehe heiratete er 1870 in Hamburg Marie Elisabeth Otten (* 23. Juli 1844; † 15. Januar 1872), Tochter des Komponisten Georg Dietrich Otten, die jedoch kurz nach der Geburt der ersten Tochter verstarb; das Kind starb wenige Monate später. Er heiratete 1878 Agathe Wunderlich, Tochter des Juristen und Kollegen Agathon Wunderlich. Aus der Ehe gingen ein Sohn und sechs Töchter hervor.

## Schriften
- Zur Lehre von den Formalcontracten und der Querela non numeratae pecunia, Habil., Leipzig 1858 (MPIER-Digitalisat, archive.org-Digitalisat, Google books).
- Die rechtliche Unzulässigkeit der Beschlagnahme des noch nicht verdienten Lohnes : Nebst Erörterungen über die rechtliche Natur und die Cession der gegenseitigen Obligationen, Leipzig 1868 (MPIER-Digitalisat, Google books).
- Bemerkungen über die schwedische und die finnländische Wechselgesetzgebung, Archiv für deutsches Wechselrecht und Handelsrecht  Band 9 (1860), S. 411.
- Ueber die Form der Ehescheidung bei den Römern seit der lex Julia de adulteriis, Zeitschrift für Rechtsgeschichte, Band 5 (1866), S. 193.
- Zur Geschichte der Adoption, Zeitschrift für Rechtsgeschichte, Band 6 (1867), S. 109.
- Noxalklagen wegen der Personen in manu und mancipio, Zeitschrift für Rechtsgeschichte, Band 8 (1869), S. 50.
- Ueber die defensio bei Noxalklagen, Zeitschrift für Rechtsgeschichte, Band 8 (1869), S. 202.
- Noch einmal die defensio bei Noxalklagen, Zeitschrift für Rechtsgeschichte, Band 9 (1870), S. 232.

## Quelle
- Adolf Lobe: „Fünfzig Jahre Reichsgericht am 1. Oktober 1929“, Berlin 1929, S. 350.
- Werner Schubert: „Die Durchsetzung der weiten Auslegung des § 126 BGB durch die Vereinigten Zivilsenate des Reichsgerichts vor hundert Jahren“, in: Michael Martinek, Peter Rawert, Birgit Weitemeyer (Hrsg.): „Festschrift für Dieter Reuter zum 70. Geburtstag am 16. Oktober 2010“, Berlin-New York, S. 369f.
- August Ludwig Degener: Wer ist’s?, Ausgabe IV, Leipzig 1909. S. 1230.